# Beta Crateris
Beta Crateris (β Crt / β Crateris) é uma estrela da constelação de Crater. Ela também é chamada de Al Sharasif, do árabe الشراسف al-sharāsif "as costelas (da Hidra)", nome que compartilha com Nu Hydrae, embora a transliteração Sherasiph também seja usada.
Beta Crateris é uma subgigante branca, que tem tipo espectral A1V. Ela está a 266 anos-luz da Terra.